# 돼지 얼굴 여인

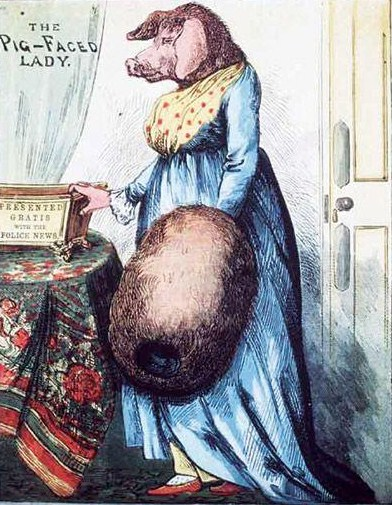
1882년 The Illustrated Police News에 실린 돼지 얼굴 여인의 판화.

돼지 얼굴 여인(영어: pig-faced women)은 1630년대 후반 홀란트, 잉글랜드, 프랑스에 퍼진 전설 이야기로, 몸은 정상적인 인간의 모습이지만 얼굴은 돼지를 닮은 부유한 여인에 관한 이야기이다.
가장 처음 전해진 이야기에서 여인이 돼지같은 모습을 갖게 된 것은 나쁜 마법 때문이었다. 돼지 얼굴 여인의 새 남편은 결혼을 하면서, 그녀가 아름다워 보이도록 다른 사람들까지 돼지처럼 보이게 하거나, 그가 돼지처럼 보이게 되고 다른 사람들이 아름답게 보이는 것 중 하나를 그녀에게 선택하도록 하였다. 남편이 선택권은 돼지 얼굴 여인에게 있다고 말하자 마법이 풀리고 그녀의 돼지같은 모습이 사라지게 되었다. 이 이야기는 특히 잉글랜드에서 대중화되었고, 이후 아일랜드에도 퍼지게 되었다.
구전에서 마법과 같은 요소들이 점차 이야기에서 사라지며, 돼지 얼굴 여인의 존재는 사실로 받아들여지기 시작했다. 이 이야기는 19세기 초반 더블린에서 특히 널리 퍼졌으며, 은둔하며 살던 18세기 박애주의 자선가 그리셀다 스티븐스가 돼지 얼굴을 가졌기 때문에 자취를 감추었다는 소문을 사실로 믿는 사람이 많았다. 1814년 말과 1815년 초에는 돼지 얼굴을 한 여인이 매릴번에 살고 있다는 소문이 런던에 돌았다. 그녀의 존재가 사실로 광범위하게 보도되면서 그 모습을 묘사한 수많은 초상이 퍼졌다. 돼지 얼굴 여인에 대한 믿음이 흔해지자 파렴치한 흥행사들이 박람회에서 살아있는 "돼지 얼굴 여인"을 전시하기도 하였다. 이들은 진짜 여성이 아니라, 털을 깎은 곰이 여성의 옷을 입은 것이었다.
돼지 얼굴 여인에 대한 믿음이 줄어들며, 그 존재를 진지하게 여기는 의미있는 작품은 1924년을 마지막으로 나오지 않게 되었다. 오늘날, 이 전설은 거의 잊혀진 상태이다.

## 뼈대가 되는 요소
돼지 얼굴 여인 이야기는 세부적인 부분에서 매우 다양하지만, 기본적인 형태는 같다. 임신한 귀족에게 거지가 아이들과 함께 다가가자, 귀족은 거지의 아이들을 돼지와 비교하며 거지 무리를 내쫓는다. 거지는 임신한 귀족을 저주하고, 돼지 얼굴을 가진 것을 제외하면 모든 면에서 건강하고 완벽한 모습의 여자 아이가 태어나게 된다.
아이는 건강하게 자라지만 돼지처럼 행동하였는데, 은색 구유에 음식을 먹고, 돼지처럼 꿀꿀거리는 소리만 낼 수 있었다. 부모의 유일한 소생인 그녀는 큰 재산을 상속받게 될 예정이었지만, 부모는 자신들이 죽은 뒤 그녀가 어떻게 될 지 걱정이 되었다. 이 때문에 그들은 그녀와 결혼할 용의가 있는 남자를 찾거나, 그녀를 남은 생동안 보살피는 조건으로 병원에 재산을 기부하기로 결심하였다.
이야기는 네덜란드와 잉글랜드, 프랑스에서 거의 동시에 발생하였지만, 잉글랜드와 이후 아일랜드에서 특히 널리 알려지고 믿어졌다. 1861년 찰스 디킨스는 영국에서 돼지 얼굴 여인에 대한 신념이 오래 가는 것에 대해 "추측컨대, 모든 세대에 돼지 얼굴 여인이 있었다"라는 말을 남겼다.

## 기원
일찍이 동물의 모습을 한 인간이 등장하는 이야기는 흔했지만, 유럽에서 17세기 이전 돼지 얼굴을 한 인간에 대한 이야기는 기록으로 남아있지 않다. (1829년 Quarterly Journal of Science, Literature, and the Arts 기사에서는 이 전설이 1595년 파리에서 돌았다고 주장했지만 상세한 내용이나 확실한 증거는 없었다.) 돼지 얼굴 여인 이야기의 초기 형태는 잉글랜드, 네덜란드, 프랑스에서 거의 동시에 발생하였으며, 1639년 후반 잉글랜드에서 널리 유행한 것으로 보인다. 네덜란드의 역사가이자 고고학자인 헤릿 야코프 보커누건은 잡지 Voltkunde의 1904년 기사에서 1638년이나 1639년에 나타난 이 전설의 초기 형태를 추적하였다.
이 전설의 가장 오래된 기록은 암스테르담의 여성 야카민티엔 야콥스에 관한 네덜란드 인쇄물이다. 1621년 어느날 임신한 야콥스에게 거지 여인이 세 명의 아이와 함께 다가와 아이들이 굶고 있다고 구걸하였다. 야콥스는 거지에게 "네 불결한 돼지들을 치워라, 너희에게 아무 것도 주지 않을 것이다."라고 말하였고, 여인은 "우리 아이들이 돼지라고? 그렇다면 신이 너에게도 이런 돼지를 주기를 바란다!"라고 답하였다. 야콥스의 딸은 돼지의 머리와 얼굴로 태어났고, 1638년과 1639년 사이의 출판물에서는 이 딸이 10대가 될 때까지 구유에 음식을 먹고 꿀꿀거리는 소리로 말하였다고 상상하였다.
본데손(2006)은 돼지 얼굴 여인 이야기가 초기 두 이야기의 융합에서 기원한 것이라고 추측한다. 중세의 네덜란드 전설 헨네베르크의 마가렛은 부유한 귀족 여성이 거지를 쌍둥이와 함께 쫓아내고 365명의 아이를 낳아 스스로를 벌하는 이야기이다. 비슷한 프랑스 민담에서는 문제의 귀족 여성이 거지의 아이들을 "새끼 돼지"로 묘사하고 한 번에 새끼 돼지 아홉 마리를 낳는다.

### 참고 문헌
- Bondeson, Jan (2006). 《The Pig-Faced Lady of Manchester Square & Other Medical Marvels》. Stroud: Tempus Publishing. ISBN 0-7524-3662-7.
- Burton, William Evans (September 1837). “Scissibles”. 《Burton's Gentleman's Magazine》 (Philadelphia) 1 (3).
- Chambers, Robert (1850년 8월 17일). “'Modern Myths'—The Pig-Faced Lady”. 《Chambers's Edinburgh Journal》 (Edinburgh: William Chambers) (346).
- Chambers, Robert (1864). 《The Book of Days》 2. London: W. & R. Chambers.
- Dickens, Charles (1861년 12월 28일). “A Prodigy Hunter”. 《All The Year Round》 (London: Charles Dickens) 6 (140).
- Gronow, Rees Howell (1864). 《Captain Gronow's Recollections and Anecdotes of the Camp, the Court and the Clubs at the Close of the Last War with France》. London: Smith, Elder & Co.
- Guinness, Desmond (1967). 《Portrait of Dublin》. London: Batsford. OCLC 460565214.
- Le Fanu, Joseph Sheridan (1864). 《Uncle Silas》 1. London: Richard Bentley.
- O'Donnell, Elliott (1924). 《Ghosts, Helpful and Harmful》. London: W. Rider. OCLC 1997425.
- Ó Súilleabháin, Seán (1971). “Díoltas i nDroch-Bhirt”. 《Béaloideas》 (아일랜드어) (Dublin: An Cumann Le Béaloideas Éireann/The Folklore of Ireland Society) 39. JSTOR 20521359.
- Rollins, Hyder E., 편집. (1922). 《A Pepysian Garland; Black-Letter Broadside Ballads of the Years 1595–1639》. Cambridge: Cambridge University Press. OCLC 295990069.
- Timbs, John (1865). 《Romance of London》 2. London: Richard Bentley.
- Townsend, Horatio (1860). 《The History of Mercer's Charitable Hospital in Dublin》. Dublin: George Herbert.
- Wadd, William (June 1829). “Observations on the Organ of Scent”. 《Quarterly Journal of Science, Literature, and Art》 (London: The Royal Institution of Great Britain).
- John Wilson, 편집. (1830). 《The Bibliographical and Retrospective Miscellany》. London: John Wilson.